# Brandberg

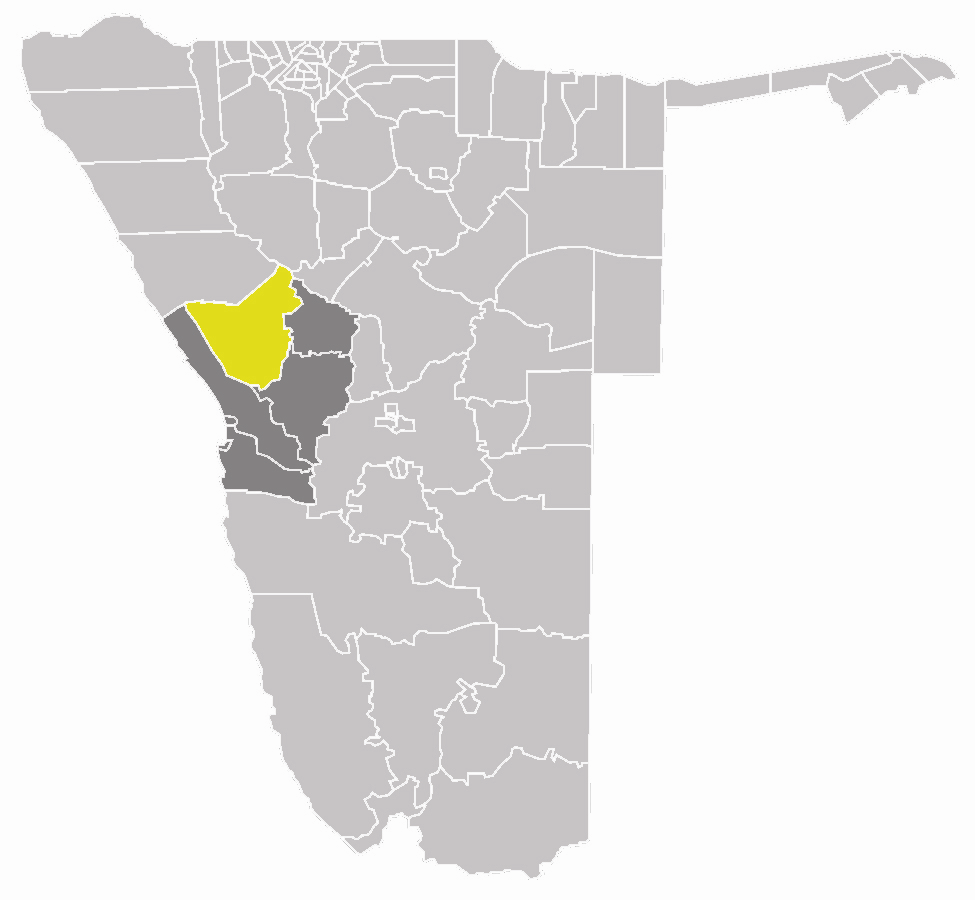
Mapa de la circunscripción de Daures (también llamado Brandberg) dentro de Erongo, Namibia

Brandberg es un distrito electoral en la Región de Erongo en Namibia. Su población es de 10.184 habitantes. Brandberg también es a veces conocido como Daures. En Brandberg se encuentra la montaña más alta de Namibia, también conocida como el Brandberg.
- Datos: Q993979